# Еглинка (приток Поломети)
Еглинка — река в России, протекает в Валдайском районе Новгородской области. Река вытекает из озера Еглино и течёт на запад. Устье реки находится в селе Яжелбицы в 95 км по правому берегу реки Полометь. Длина реки составляет 12 км.
Высота истока — 178,6 м над уровнем моря.
На реке стоят деревня Горушки и село Яжелбицы Яжелбицкого сельского поселения.
Система водного объекта: Полометь → Пола → Ильмень → Волхов → Ладожское озеро → Нева → Балтийское море.

## Данные водного реестра
По данным государственного водного реестра России относится к Балтийскому бассейновому округу, водохозяйственный участок реки — Ловать и Пола, речной подбассейн реки — Волхов. Относится к речному бассейну реки Нева (включая бассейны рек Онежского и Ладожского озера).
Код объекта в государственном водном реестре — 01040200312102000022295.